# 平濑小山蜗牛
平濑小山蜗牛（学名：Platyrhaphe hirasei），是中腹足目山蜗牛科Platyrhaphe属的一种。主要分布于台湾，常栖息在落叶上。